# Ресенска афера
Ресенската афера от 1927 – 1928 година е провал в организацията на Вътрешната македонска революционна организация в Ресен и Ресенско.
Аферата започва, след като в ръцете на сръбските власти попада шифриран дневник на дееца на ВМРО Петър Трайков, съставен по време на обиколката му в Ресенско през 1926 година. Записките на Трайков са дешифрирани и водят до разкритие на организационната мрежа в Ресен, Златари, Долно Перово и други места. Арестувани са, изтезавани и осъдени на затвор много революционни дейци, сред които и д-р Асен Татарчев, кметът на Златари Наум Шишков, полицейският писар Христо Ангелов и други. Това са Вангел Гърбев, бивш кмет на Гявото, Софроний Андреев, свещеник от Перово, Никола Андреев, свещеник от същото село, Васил Паренткиев, шофьор от Ресен, Христо Граматиков, земеделец от Смилево, Илия Ламев, земеделец от Избище, Христо Ризов, търговец от Битоля, Тале Цветков, земеделец от Съботско, Димитър М. Гочев, земеделец от Златари, Христо Лазаров Попето, земеделец от Съботско, Кръсто Ангелов от Златари и Иван Н. Гоцев от Ресен.